# Estádio Municipal de Aveiro

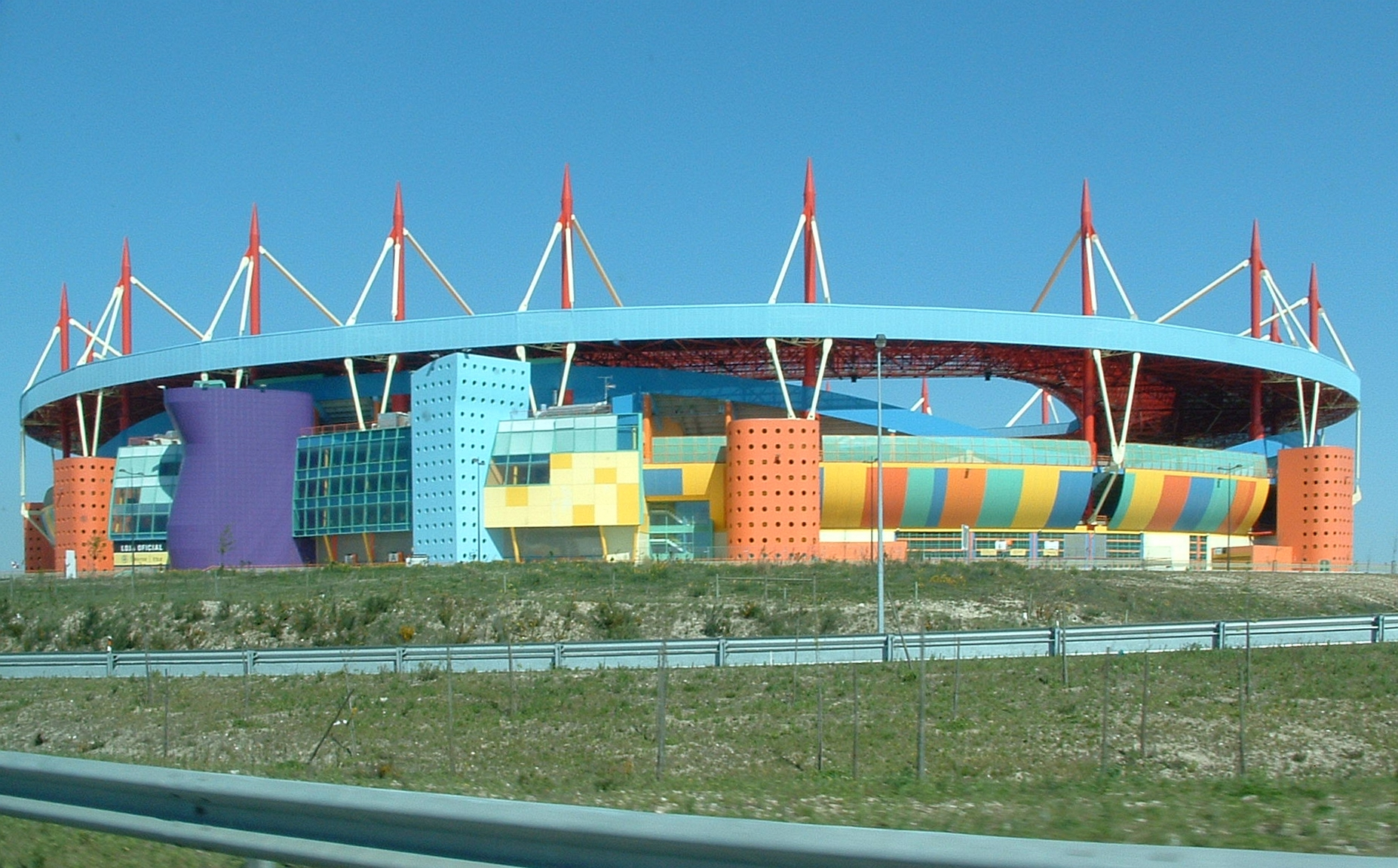
Widok na stadion

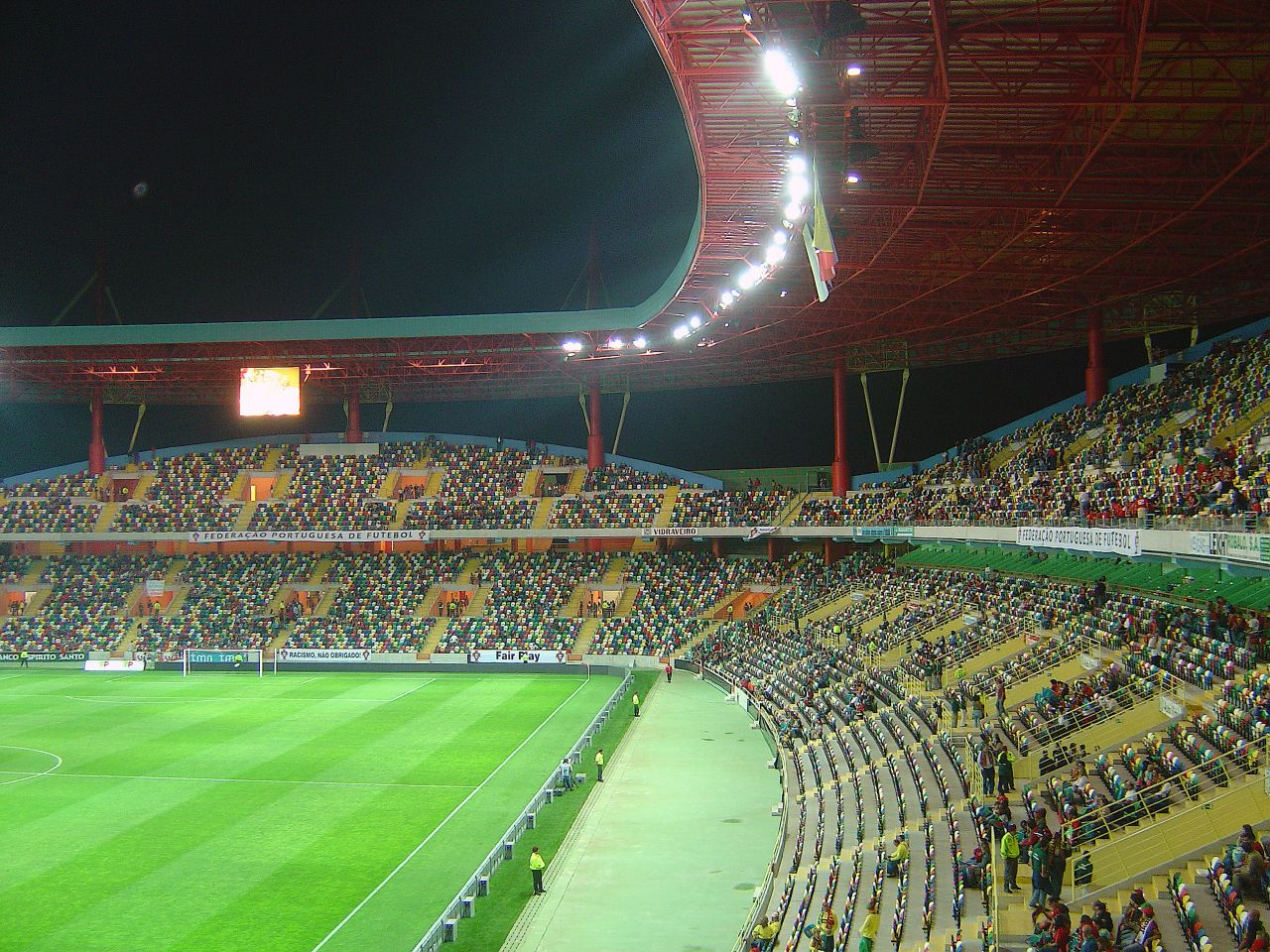
Trybuny

Estádio Municipal de Aveiro – stadion piłkarski położony w portugalskim mieście Aveiro. Stadion został oddany do użytku na Euro 2004, a jego pojemność wynosi 30 970 miejsc. Swoje mecze na stadionie rozgrywa drużyna SC Beira-Mar. Architektem stadionu był Tomás Taveira.